# Мавританія
Маврита́нія (араб. موريتانيا, трансліт. Mūrītānyā, фр. Mauritanie), офіційна назва Ісла́мська Респу́бліка Маврита́нія (араб. الجمهورية الإسلامية الموريتانية, трансліт. al-Jumhūrīyah al-Islāmīyah al-Mūrītānīyah) — держава на північному заході Африки, яка межує на північному сході з Алжиром, на сході і півдні з Малі, на південному заході з Сенегалом, на північному заході із Західною Сахарою, на заході омивається Атлантичним океаном. Площа — 1 030 700 км². Населення — 3,359 млн ос. (станом на 2012 рік). Столиця — Нуакшот.

## Географія

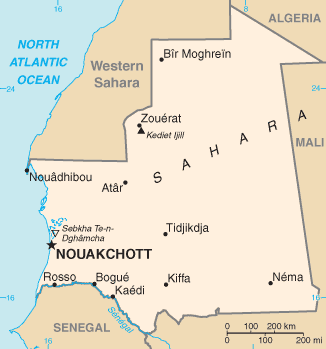

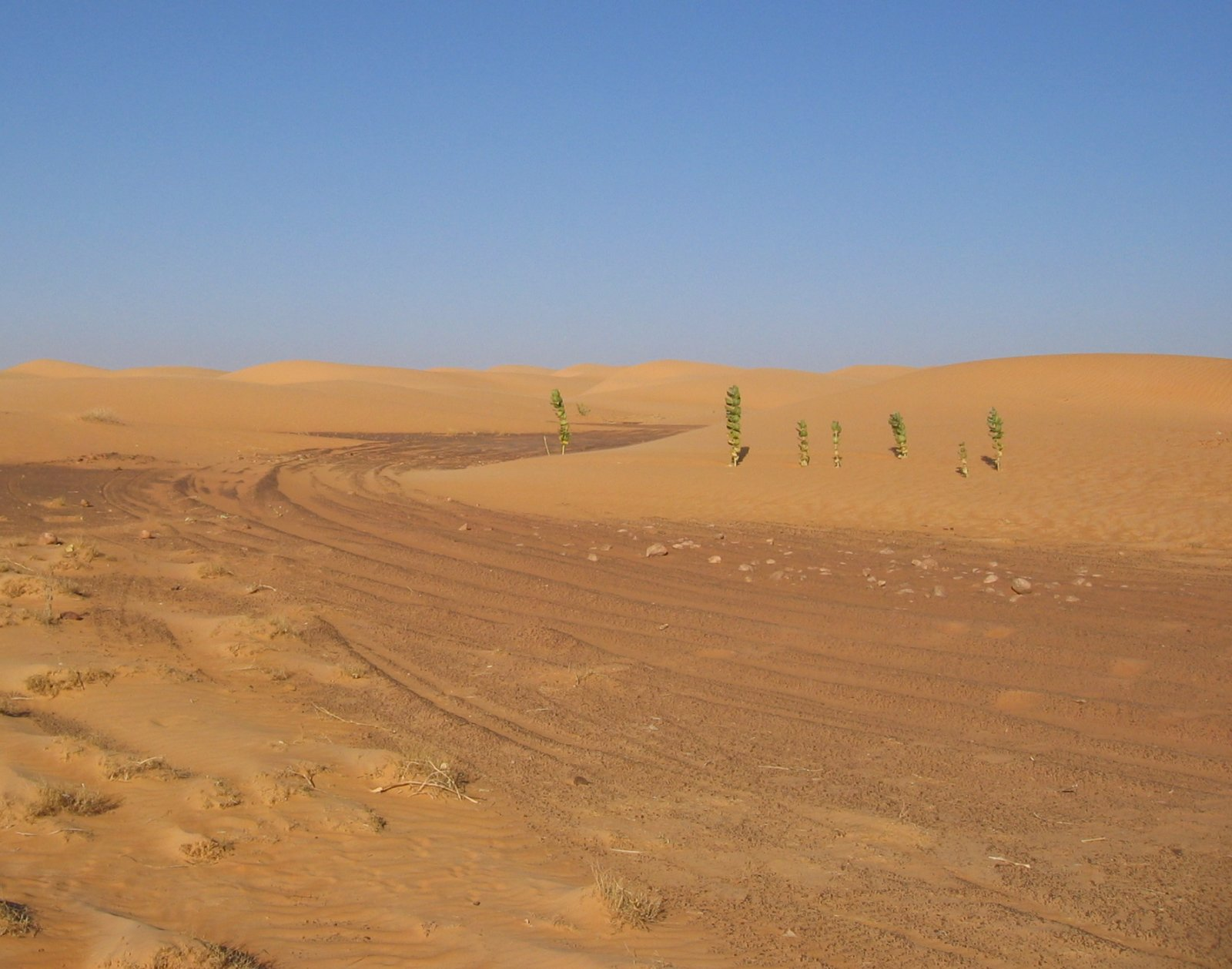
Піщані дюни зі слідами від машин після раллі Париж-Дакар. Подібний пустельний пейзаж є типовим для Мавританії

Держава знаходиться на північному заході Африки, територія країни простягається з півночі на південь на 1290 км, а із заходу на схід — на 1655 км. На північному заході межує із Західною Сахарою, окупованою Марокко (спільний кордон — 1560 км); на північному сході — з Алжиром (463 км); на південному сході — з Малі (2237 км); на південному заході — із Сенегалом (812 км). На заході омивається водами Атлантичного океану, берегова лінія — 754 км.
Територія Мавританії — кам'янисті та піщані пустелі Західної Сахари. Найбільша висота — 915 м. Вздовж низовинного піщаного узбережжя тягнеться смуга солончаків і тимчасових солоних озер — себха. Складене пісковиками плато висотою понад 300 м у внутрішніх районах країни простягається від північного кордону до долини річки Сенегал. Клімат тропічний пустельний. Постійних річок, крім річки Сенегал, немає.
Цікавою геологічною структурою Мавританії, яку видно з космосу у вигляді концентричних кіл, є Гельб-ер-Ришат — «Око Сахари».

## Історія
Давні держави: Адрар.

### Недавня історія
- Незалежність від Франції здобуто в 1960 році.
- У 1975 році Західна Сахара була здана Іспанією; Мавританія окупувала південні області, Марокко — північні.
- у липні 1980 року було заборонено рабство. Мавританія була останньою країною світу, де рабство офіційно дозволялося. До цього часу в країні, за свідченням американського журналу «Newsweek» від 6 травня 1985 року, налічувалося понад 100 тис. рабів і приблизно 300 тис. осіб, що були колишніми рабами. Більшість міських жителів звільнила своїх рабів, але в сільській місцевості цей процес тривав ще дуже довго.
- У 1981 році були перервані дипломатичні відносини з Марокко, відновлені в 1985 році..
- З 1984 року глава держави й уряду — Маоуйя Оулд Сід Ахмед Тайа.
- У 1985 році відбувся ряд сутичок з сенегальцями.
- У 1991 році були обіцяні військові вибори.
- 3 серпня 2005 році відбувся військовий переворот, у результаті якого військові сили Мавританії захопили владу і створили військову раду, яка поклала край тоталітарному правлінню президента Маоуйї Оулда Тайї і певний час керувала країною. У 2009 році президентом Мавританії став Мохаммед ульд Абдель Азіз.

## Політична система
Мавританія за формою правління є ісламською президентською республікою, глава держави — президент. Державний устрій — унітарна держава.
Уряд очолює президент країни, який обирається загальним прямим голосуванням строком на 5 років. Конституція Мавританії визначає, що кандидатом у президенти може виставлятися лише представник правлячої партії мавританського народу. Президент, який є одночасно і главою держави, і головнокомандувачем збройних сил, підписує і ратифікує договори, обнародує закони, призначає міністрів уряду. П'ятнадцять міністрів — членів кабінету здійснюють виконавчу владу в країні.

### Парламент
Законодавча влада належить президенту і Національному зібранню, що складається з 40 депутатів, яких обирають строком на 5 років.

#### Політичні партії
Найбільші політичні партії країни:
- Мавританська партія відродження;
- Об'єднання за демократію і єдність;
- Республіканська соціал-демократична партія Мавританії.

### Зовнішня політика
Мавританія член ряду міжнародних і регіональних організацій: ООН, Африканського Союзу, Економічного співтовариства західноафриканських країн.

#### Українсько-мавританські відносини
Уряд Мавританії офіційно визнав незалежність України 30 жовтня 1992 року, дипломатичні відносини з Україною встановлено того ж дня. Дипломатичних і консульських представництв в Україні не створено, найближче посольство Мавританії, що відає справами щодо України, знаходиться в Москві (Росія). Справами України в Мавританії відає українське посольство в Марокко.

## Адміністративно-територіальній поділ
В адміністративно-територіальному відношенні територія держави поділяється на: 12 регіонів, що мають порядкові номери від «першого» до «дванадцятого», і 1 столичний округ.
На чолі адміністрації кожного регіону стоїть губернатор, який підпорядковується уряду.
| №  | Область        | Адміністративний центр | Площа, км² | Населення, чол. (2000) | Щільність, чол./км² |
| -- | -------------- | ---------------------- | ---------- | ---------------------- | ------------------- |
| 1  | Адрар          | Атар                   | 215 300    | 60 847                 | 0,28                |
| 2  | Асаба          | Кіффа                  | 36 600     | 249 596                | 6,82                |
| 3  | Бракна         | Алег                   | 32 800     | 240 167                | 7,32                |
| 4  | Дахлет-Нуадібу | Нуадібу                | 22 300     | 75 976                 | 3,41                |
| 5  | Горголь        | Каеді                  | 13 600     | 248 980                | 18,31               |
| 6  | Кудимага       | Селібабі               | 10 300     | 186 697                | 18,13               |
| 7  | Ход-еш-Шаркі   | Нема                   | 182 700    | 275 288                | 1,51                |
| 8  | Ход-ель-Гарбі  | Аюн-ель-Атрус          | 53 400     | 219 167                | 4,10                |
| 9  | Інширі         | Акжужт                 | 46 800     | 11 322                 | 0,24                |
| 10 | Нуакшот        | Нуакшот                | 1 000      | 611 883                | 611,88              |
| 11 | Тагант         | Тіджикжа               | 95 200     | 61 984                 | 0,65                |
| 12 | Тірис-Земмур   | Зуерат                 | 252 900    | 53 586                 | 0,21                |
| 13 | Трарза         | Росо                   | 67 800     | 252 664                | 3,73                |
|    | Всього         |                        | 1 030 700  | 2 548 157              | 2,47                |

## Збройні сили

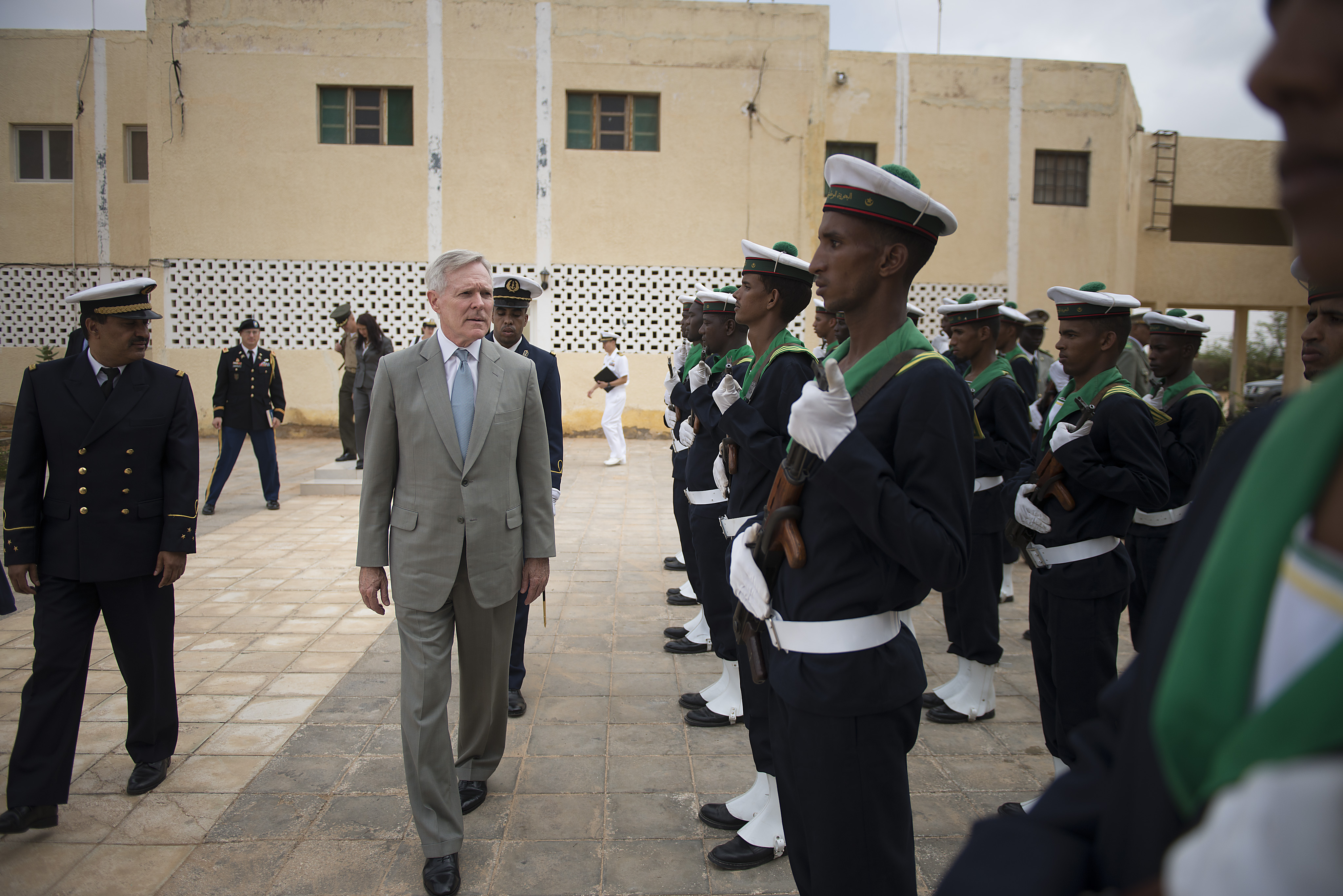
Збройні сили Мавританії

Чисельність збройних сил у 2000 році складала 15,6 тис. військовослужбовців. Загальні витрати на армію склали 24 млн доларів США.

## Економіка
Мавританія — відстала аграрна держава. Основа економіки — скотарство, рибальство та гірничодобувна промисловість. Валовий внутрішній продукт (ВВП) у 2006 році склав 8,4 млрд доларів США (143 місце в світі); що у перерахунку на одну особу становить 2,6 тис. доларів (136 місце в світі). Промисловість разом із будівництвом становить 29 % від ВВП держави; аграрне виробництво разом із лісовим господарством і рибальством — 25 %; сфера обслуговування — 46 % (станом на 2002 рік). 
Надходження в державний бюджет Мавританії за 2006 рік склали 421 млн доларів США, а витрати — 378 млн; профіцит становив 11 %.
За даними Index of Economic Freedom The Heritage Foundation за 2001 рік темп зростання ВВП — 3,5 %. Прямі закордонні інвестиції — $ 0,1 млн.

### Валюта
Національною валютою країни слугує угія.

### Промисловість
Головні галузі промисловості: гірнича, легка і нафтохімічна.

### Гірнича промисловість
У 2006 році видобуток нафти становив 27,4 млн барелів.

### Енергетика
За 2004 рік було вироблено 176,7 млрд кВт·год електроенергії (експортовано 0 млн кВт·год); загальний обсяг спожитої — 164,3 млрд кВт·год (імпортовано 0 млн кВт·год).
У 2006 році споживання нафти склало 24,2 тис. барелів на добу, природний газ не використовується для господарських потреб.

### Агровиробництво

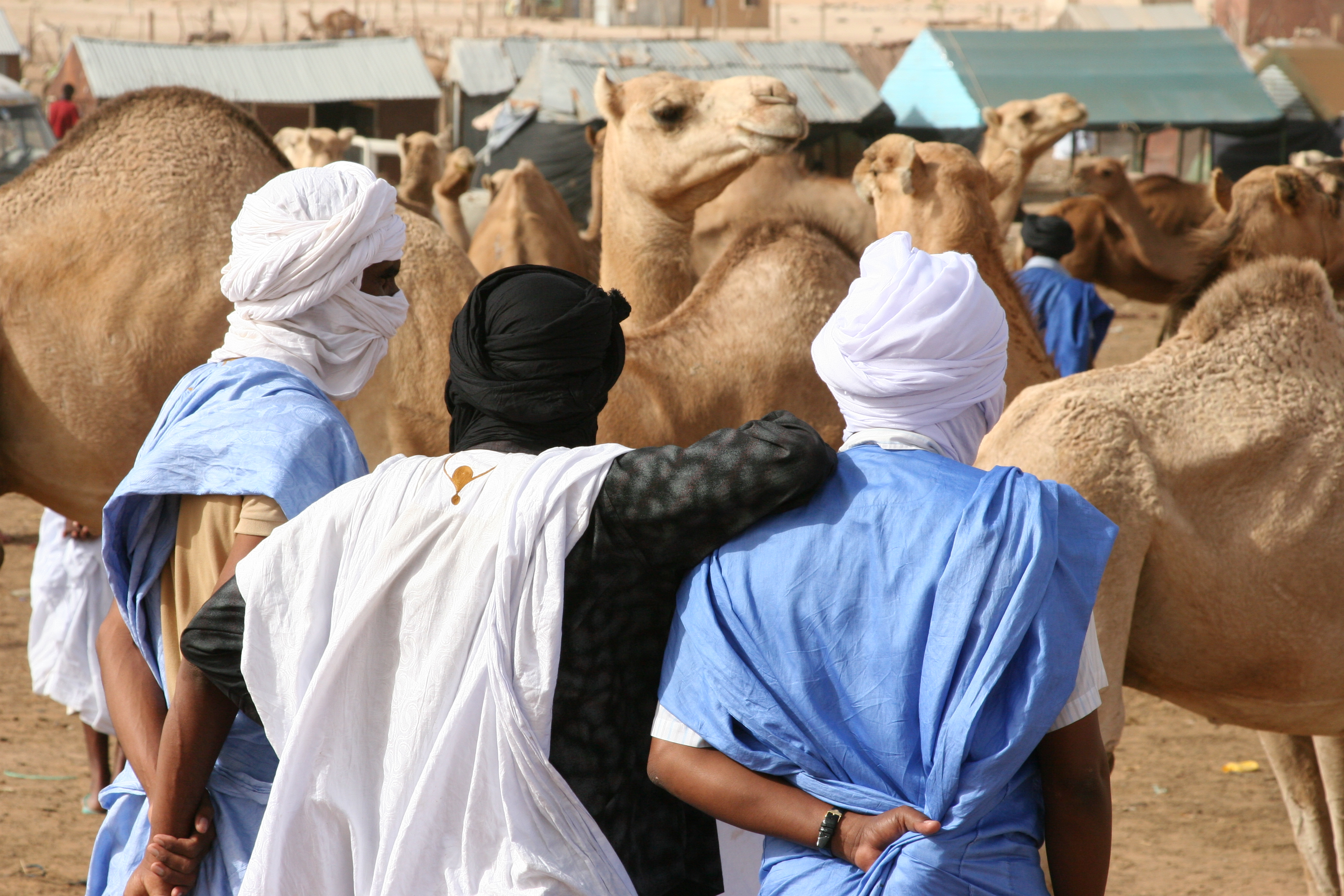
Ринок верблюдів

У сільськогосподарському обробітку, через несприятливі природні умови (пустеля Сахара), знаходиться лише 0,2 % площі держави. Головні сільськогосподарські культури: сорго, просо, фініки, зернові культури, овочі.
Важливою галуззю є тваринництво. За чисельністю поголів'я верблюдів Мавританія знаходиться на 3-тє місці в світі.
Значний прибуток приносить вилов риби у водах Атлантики.

### Транспорт
Осн. транспорт — автомобільний та морський. Довжина єдиної в країні залізниці бл. 700 км. Вона з'єднує Нуадібу з колишнім і сучасними центрами видобутку залізняку — Фдериком, Зуератом і Гельб-аль-Рхейном. У Нуакшоті і Нуадібу функціонують міжнародні летовища і великі морські порти, в тому числі рудоекспортний Кансадо (поруч із Нуадібу).

### Туризм
У 1996 році Мавританія отримала прибуток від іноземних туристів 2 млн доларів США.

### Зовнішня торгівля
Основні торговельні партнери Мавританії: Японія, Франція, Алжир, Італія, Іспанія.
Держава експортує: рибопродукти (57 %), мінеральна сировина (залізняк, гіпс — 43 %), жива худоба, гуміарабік, фініки, шкіряна сировина. Основні покупці: Японія (22 %); Італія (16 %); Франція (14 %). У 1997 році вартість експорту склала 562 млн доларів США.
Держава імпортує: чай, цукор, рис та інші види продовольства, промислові товари (35 %), нафтопродукти (31 %), промислові вироби (21 %). Основні імпортери: Франція (30 %); Алжир (10 %); Іспанія (7 %). У 1997 році вартість імпорту склала 552 млн доларів США.

## Населення

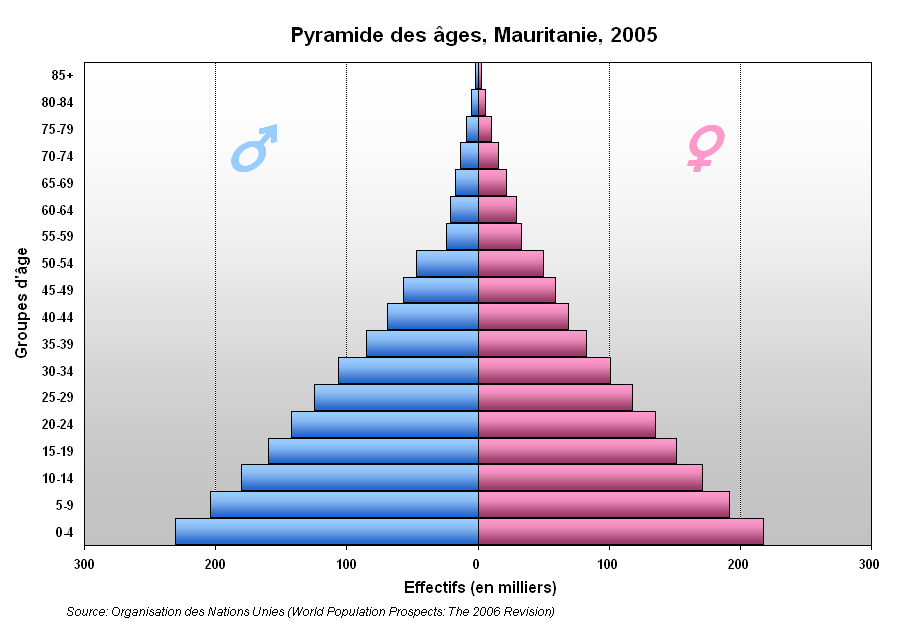
Вікова піраміда населення Мавританії

Населення держави у 2006 році становило 3,2 млн осіб (129 місце в світі). У 1990 році населення країни становило 2,0 млн осіб. Густота населення: 2,5 осіб/км² (190 місце в світі). Згідно статистичних даних за 2006 рік народжуваність 41 ‰; смертність 12,2 ‰; природний приріст 28,8 ‰.
Вікова піраміда населення виглядає наступним чином (станом на 2006 рік):
- діти віком до 14 років — 45,6 % (0,73 млн чоловіків, 0,72 млн жінок);
- дорослі (15—64 років) — 52,2 % (0,82 млн чоловіків, 0,84 млн жінок);
- особи похилого віку (65 років і старіші) — 2,2 % (0,03 млн чоловіків, 0,04 млн жінок).

На півдні країни у басейні річки Сенегал живуть осілі землеробські негроїдні народи. Найбільша густина населення поблизу південного кордону в районі Шеммама, на правобережжі Сенегалу. Інше населення, скотарі-кочівники, розпорошене по великих просторах пустель і напівпустель. У етнічному відношенні вони належать до маврів, народу змішаного етногенезу.

### Урбанізація

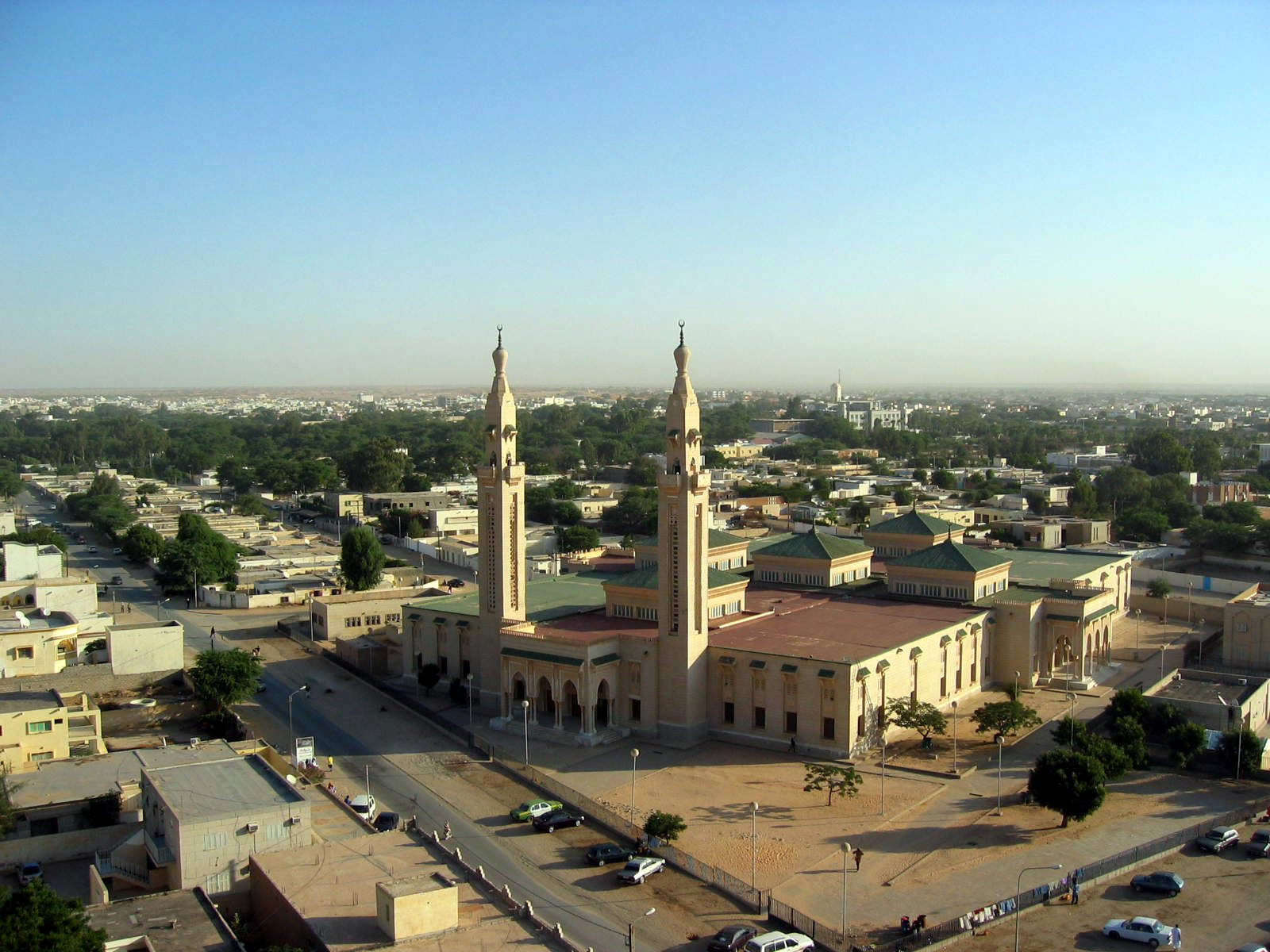
Столиця Мавританії — Нуакшот

Рівень урбанізованості в 2000 році склав 54 %. Головні міста держави: Нуакшот (760 тис. осіб), Нуадібу (115 тис. осіб), Кіффа (57 тис. осіб).

### Етнічний склад

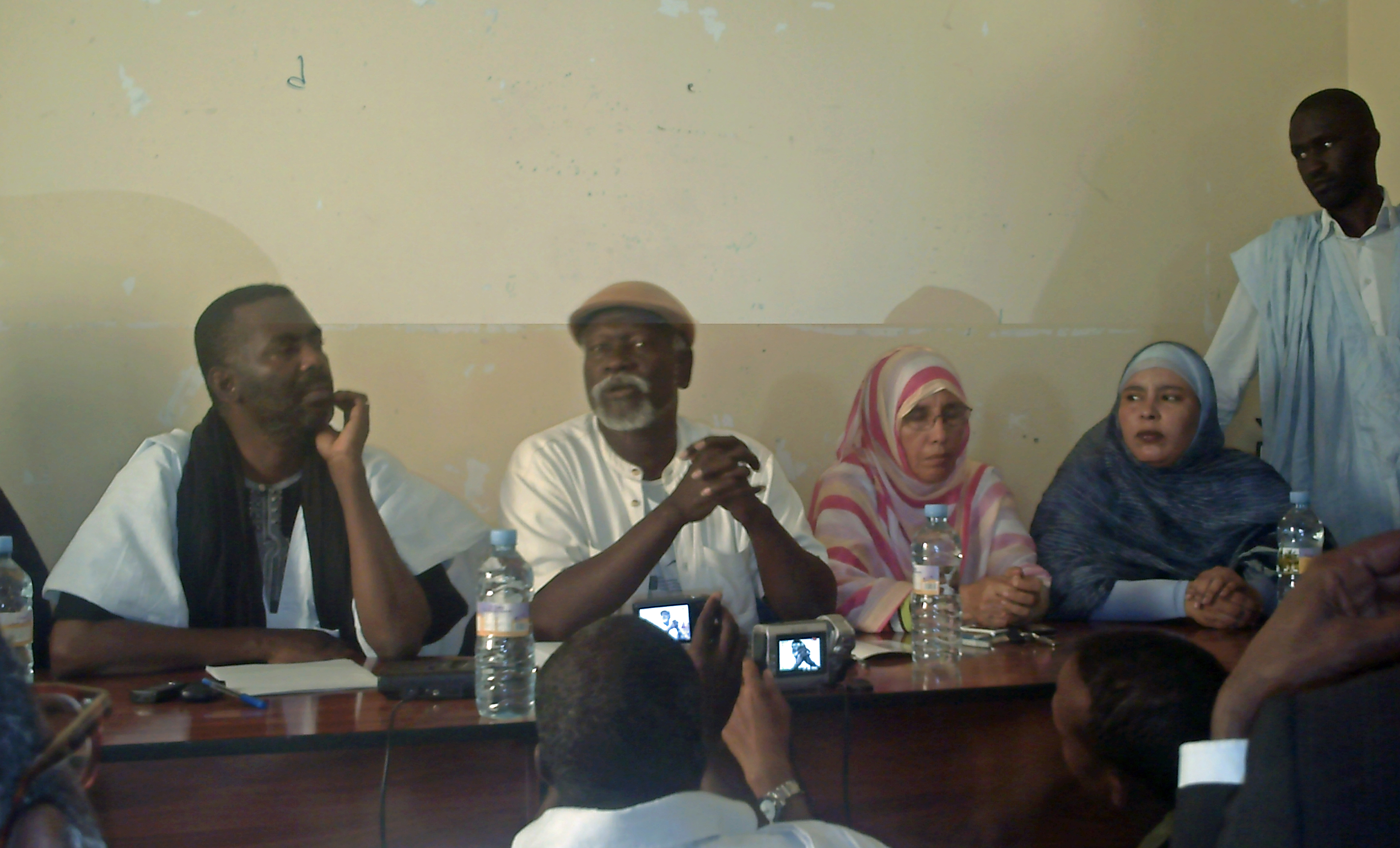
Мавританці

Головні етноси, що складають мавританську націю: маври (араби, бербери і туареги) — 70 %, негроїдні народи (волоф, тукулер і сонінке) — 30 %.
Бербери населяли Північну і Північно-Західну Африку ще до нової ери. Після вторгнення арабів до Північної Африки (7—8 ст.) їх було витіснено в пустельні райони. Деякі берберські племена змішалися з арабами. Формально всі вони прийняли іслам, хоч доісламські культи відіграють велику роль у берберському етнокультурному комплексі. Багато берберських племен перейшли на використання арабської мови. Однак досі збереглися анклави берберомовного населення. Традиційно бербери ведуть напівкочовий спосіб життя. Багато хто з них спочатку селився в оазах. Вони споруджують невеликі загати, щоб накопичити воду для вирощування зернових і фініків. Серед скотарів-кочівників поширена колективна власність на пасовищні угіддя. Однак землі, що обробляються, як правило, перебувають у приватній власності. Бербери відомі своєю войовничою вдачею. Вони звикли нападати і погрожувати, але рідко вдавалися до широкомасштабних військових дій. Незважаючи на постійне протиборство двох найвпливовіших політичних угруповань берберів, у кожній місцевості досягнуто домовленості про спільну оборону і перемінне використання пасовищ у період сезонних міграцій. У берберському суспільстві всі його члени користуються рівними правами; владними повноваженнями наділені місцеві збори, в яких беруть участь усі дорослі чоловіки.
Кочові араби-бедуїни прийшли в ці краї як завойовники і, коли не сподівалися на достатню продуктивність своїх стад, стягували з населення данину або примушували його працювати на себе. Відчуваючи явну неприязнь до осілого способу життя, вони нехтували досвідом осілого господарювання берберів. Традиційним житлом для бедуїнів слугували шатра з валяної верблюжої або козячої вовни, пофарбованої в чорний колір. Жителі узбережжя бедуїни-імрагени відмовилися від кочового способу життя і зайнялися рибальством. Як і арабське населення Магрибу (тобто Північно-Західної Африки), вони створили суспільство з розвиненою станово-кастовою структурою. Нижчу касту становили чорні маври (харатини), нащадки звільнених рабів.
Туареги, тобто бербери, які до ісламізації сповідували християнство, традиційно кочують зі стадами верблюдів і під час стоянок живуть у шатрах червоного кольору. Вони розрізнюють два види власності: зароблену працею і захоплену силою. Остання перебуває у спільному користуванні. Туарезькі жінки (на відміну від арабок) можуть володіти рухомою власністю і не носять чадру (обличчя закривають туареги-чоловіки). Крім того, вони є хранительками музичних і поетичних традицій.
Оази спочатку були заселені чорношкірими західноафриканцями, нащадками рабів скотарів-кочівників. Зараз місцеве населення вирощує там зернові культури, фініки і займається тваринництвом.
У долині річки Сенегал землеробством займаються переважно тукулери, сонінке і волоф (народи, які живуть також на території сусіднього Сенегалу). Вони воліють розмовляти власними мовами, і з побоюванням ставляться до арабомовної більшості населення країни.

### Мови
Державна мова: арабська. Французька мова використовується на офіційному рівні. Поширені також місцеві мови негроїдних народів і туарегів.

### Релігії

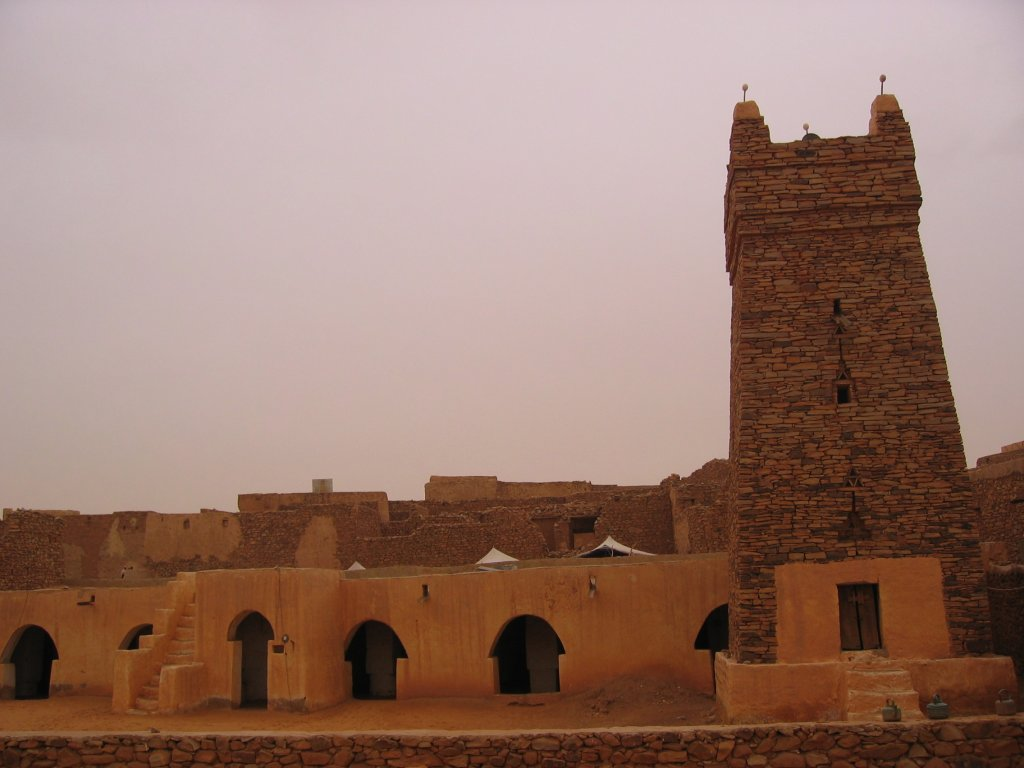
Мечеть у Ченґеті

Головна релігія держави: іслам — 99,5 % населення.

### Охорона здоров'я
Очікувана середня тривалість життя в 2006 році становила 53,1 року: для чоловіків — 50,9 року, для жінок — 55,4 року. Смертність немовлят до 1 року становила 69,5 ‰ (станом на 2006 рік). Населення забезпечене місцями в стаціонарах лікарень на рівні 1 ліжко-місце на 1220 жителів; лікарями — 1 лікар на 11,9 тис. жителів (станом на 1996 рік). 
У 1993 році 66 % населення було забезпечене питною водою.

### Освіта

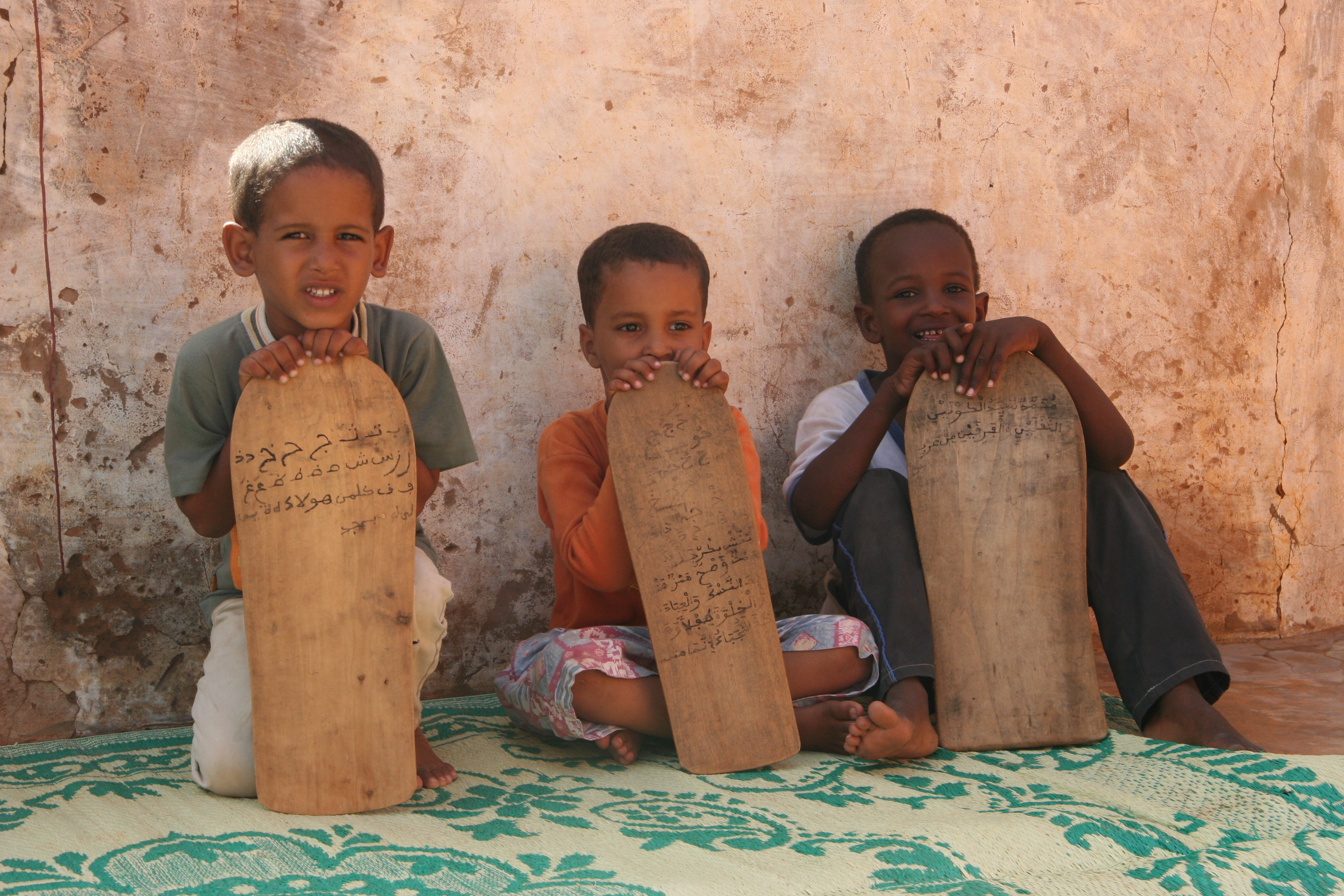
Учні медресе вчать вірші Корану

Рівень письменності в 2003 році становив 41,7 %: 51,8 % серед чоловіків, 31,9 % серед жінок.
Витрати на освіту в 1996 році склали 4,7 % від ВВП.

### Інтернет
У 2001 році всесвітньою мережею Інтернет у Мавританії користувались 3,5 тис. осіб.

## Культура

### Кухня
Кулінарні традиції Мавританії відрізняються від решти африканських країн тим, що чаю тут п'ють значно більше, ніж кави. При цьому в кухні узбережжя країни переважають морепродукти, а в кухні пустельних і степових регіонів — м'ясо. Чай тут подають невеликими порціями і з пишною пінкою, яку створюють шляхом численних переливань чаю.